# Xiaos Weg
Xiaos Weg (Originaltitel: chinesisch 和你在一起, Pinyin Hé nǐ zài yīqǐ – „Mit Dir zusammen sein“; internationaler Titel: englisch Together) ist ein chinesischer Film von Chen Kaige aus dem Jahr 2002.

## Handlung
Liu Cheng arbeitet als Koch in einer Kleinstadt im Süden der Volksrepublik China. Sein 13-jähriger Sohn Xiaochun gilt in der Gegend als Violinwunderkind. Um ihm eine Karriere zu ermöglichen, fährt Liu Cheng mit ihm nach Beijing, damit er an einem Talentwettbewerb für Kinder teilnimmt. Da er ohne finanziellen Einfluss ist, wird Xiaochun nur fünfter im Wettbewerb und nicht zum Konservatorium zugelassen. Mit dem unbedingten Willen ausgestattet, eine Karriere als Violinist für Xiaochun zu ermöglichen, überredet Cheng den exzentrischen Professor Jiang, seinen Sohn privat zu unterrichten. Das nötige Geld für Unterricht und Lebensunterhalt verdient Cheng als Tagelöhner mit verschiedenen Tätigkeiten.
Xiaochun lernt in der Nachbarschaft die attraktive Lili kennen, die sein Violinspiel mag. Sie lebt von reichen Männern, mit denen sie sich verabredet. Ihr Freund Hui betrügt sie jedoch und lebt mehr oder weniger von ihr.
Xiaochuns Violinunterricht bei Professor Jiang ist weniger vom strengen Üben geprägt als von allgemeiner Hausarbeit und der Vermittlung von Lebensweisheiten. Jiang gesteht, Xiaochun nicht zu einer Karriere verhelfen zu können, da er selbst ohne Einfluss an entscheidender Stelle ist. Liu Cheng kann statt seiner den profilierten Konservatoriumsprofessor Yu Shifeng mit der wahren Geschichte um Xiaochun, der eigentlich ein Findelkind ist, zur Unterrichtung seines Jungen bewegen. Doch am Tag, als er seinen Sohn dem Professor vorstellt, hatte dieser seine Violine verkauft, und mit dem Geld einen Pelzmantel für Lili gekauft, die er damit über Hui hinwegtrösten wollte.
Professor Yu erkennt in dem Jungen Talent und Gefühl für die Musik und fördert ihn zu Ungunsten seiner anderen Schülerin Lin Yu. Als er ihn ihr für einen Auftritt bei einem internationalen Wettbewerb vorzieht, eröffnet das eifersüchtige Mädchen Xiaochun, dass Professor Yu heimlich seine Violine gekauft hat, um seine Gedanken von dem dadurch verloren geglaubten Instrument abzuwenden. Xiaochun ergreift seine Violine und rennt zum Bahnhof, wo Liu Cheng gerade abreisen und zurück in seine Kleinstadt gehen wollte. Xiaochun entscheidet sich für ihn und gegen Ruhm und Erfolg.

## Hintergrund
Regisseur Chen Kaige entdeckte den jungen Violinisten Tang Yun bei einem Violinwettbewerb in Shenyang und besetzte die Hauptrolle mit ihm als Laiendarsteller. Der Film hatte am 10. September 2002 auf den Toronto International Film Festival Premiere.

## Auszeichnungen
- San Sebastian International Film Festival, 2002
  - Beste Regie (Silver Seashell) – Chen Kaige
  - Bester Darsteller (Silver Seashell) – Liu Peiqi
- Golden Rooster Awards, 2002
  - Beste Regie – Chen Kaige (geteilt mit Yang Yazhou für Pretty Big Feet)
  - Bester Nebendarsteller – Wang Zhiwen
  - Bester Schnitt – Zhou Ying
- Huabiao Awards, 2003
  - Herausragender Darsteller – Liu Peiqi
- Florida Film Festival, 2003
  - Bester internationaler Spielfilm